# Gebara

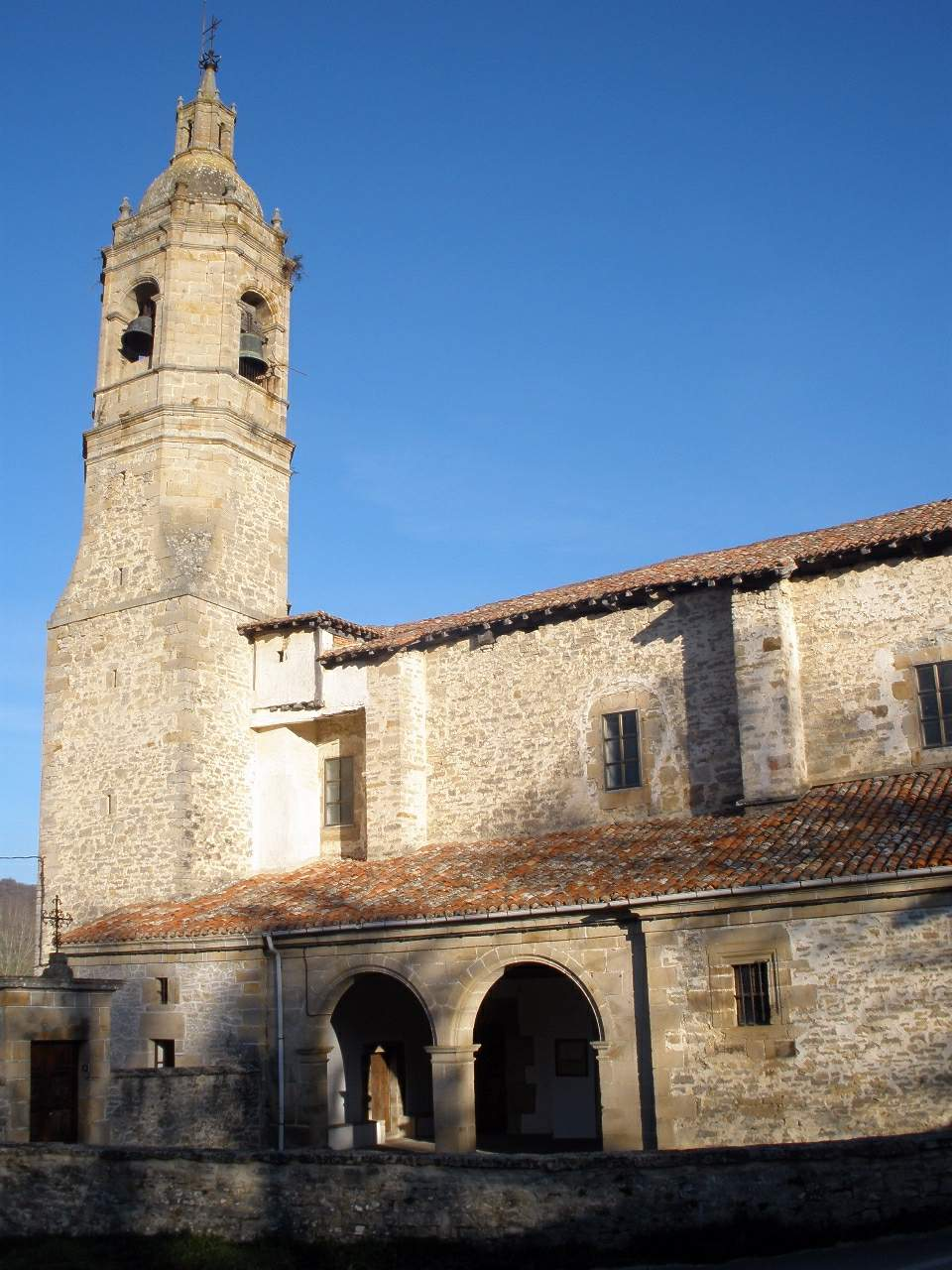

Gebara (en castellà, Guevara) és un poble i antic municipi, fins 1885. Ara dins el municipi de Barrundia, a la província de Àlaba. Té 59 habitanta (2017).

## Història
Probablement es correspon amb l'antiga ciutat de Gebala de la tribu dels vàrduls, que és mencionada pel geograf grec Claudi Ptolemeu

### Fundació
Se suposa que va ser fundada al segle xi. A finals del segle xii hi resideix la família navarresa Vela-Ladrón. El llinatge dels Guevara varen ser el cap del bàndol dels gamboïns en les guerres de bàndols que assolarem el País Basc als segles xiv i xv.

En dissoldre's la Confraria d'Arriaga i passar Àlaba al domini realeng del rei Alfons XI el 1332, se'n va excloure expressament a la vila de Gebara 
| « | Otrosí nos pidiéron por merced que les otorgásemos que la aldea de Guevara onde D. Beltran lleva la voz, que sea excusada de pecho y de semoyo y de buey de marzo, segun que fue puesto y otorgado por la Junta en otro tiempo. Tenémoslo por bien, por le facer merced, y otorgamos que la dicha aldea sea quita de pecho, segun dicho es, pero que retenemos para nos el señorío real y la justicia. | » |

Va comptar amb un call jueu citat el 1485 i un castell restablert durant el carlisme (1837).